# 다이궈훙
다이궈훙(戴国宏, 1977년 9월 30일 - )은 중화인민공화국의 수영 선수이다.
다이궈훙은 1993년 중국 국내 대회에서 여자 평영 100m 아시아 신기록을 세웠다. 1993년 스페인에서 열린 세계 쇼트 코스 수영 선수권 대회서는 평영 100m, 200m, 개인혼영 400m에서 세계 기록을 세우며 총 네 종목에서 우승했다. 이어 1994년 아시안 게임에서도 세 개의 금메달을 획득했다.

## 같이 보기
- 수영 개인혼영 400m 세계 기록 추이
- 수영 혼계영 400m 세계 기록 추이